# Ischnosiphon inflatus
Ischnosiphon inflatus är en strimbladsväxtart som beskrevs av Bengt Lennart Andersson. Ischnosiphon inflatus ingår i släktet Ischnosiphon och familjen strimbladsväxter. Inga underarter finns listade.